# Guilherme I da Baviera
Guilherme I, Duque de Baviera-Straubing (Frankfurt am Main, 12 de maio de 1330 - 15 de abril de 1388, Le Quesnoy), foi o segundo filho do imperador Luís IV de Baviera e da sua segunda esposa, Margarida da Holanda e Hainaut. Guilherme também era conhecido como Guilherme V, conde de Holanda, como Guilherme III, conde de Hainaut, e como Guilherme IV, conde da Zelândia.

## Biografia
Em 1345, o pai de Guilherme foi conferiu Hainaut, Holanda, Zelândia e Frísia à esposa, Margarida, e logo depois também a Guilherme. Após a morte do seu pai em 1347, Guilherme governou a Baviera, Holanda e Hainaut, juntamente com seus cinco irmãos, até 1349. Com a primeira divisão das posses da Casa de Wittelsbach, em 1349 ele recebeu Hainaut, Holanda e Baviera, juntamente com os seus irmãos Estêvão II e Alberto I. Após a divisão seguinte da Baviera em 1353, ele governou apenas com o seu irmão Alberto I, na Baviera-Straubing, Holanda e Hainaut.
Guilherme envolveu-se numa longa disputa com a sua mãe Margarida, sobre a obtenção da Holanda e Zelândia. Guilherme governaria estes dois condados a partir de 1354, e o Hainaut a partir da morte da mãe, em 1356.
Em 1350, os nobres da Holanda pediram a Margarida para voltar para a Holanda novamente. Ela, então, lutou pelo poder na Holanda e Hainaut por alguns anos com o seu filho Guilherme, que se recusou a pagar-lhe pensão alimentícia. A 5 de Setembro do mesmo ano, as duas facções confrontaram-se e uma guerra civil começou.
Eduardo III de Inglaterra, irmão de Margarida na lei (cunhado) através de sua irmã Filipa de Hainaut, veio em seu auxílio, vencendo uma batalha naval ao largo de Veere em 1351. Algumas semanas mais tarde, a facção de Margarida e os seus aliados ingleses foram derrotados pela facção de Guilherme na Batalha de Vlaardingen, uma queda que arruinou a causa de Margarida. Eduardo III, pouco depois, mudou de lado, e a imperatriz viu-se obrigada a chegar a um entendimento com o seu filho, sendo este reconhecido como conde da Holanda e da Zelândia, e ela de Hainaut. Margarida faleceu dois anos depois, deixando Guilherme, na posse da herança Holland-Hainaut. 
Guilherme casou-se com Matilde de Lencastre, irmã de Branca de Lencastre.
Em 1357, ele começou a mostrar sinais de loucura, e o seu irmão Alberto assumiu a regência na Holanda e Hainaut em 1358. Guilherme foi confinado para o resto de sua vida.

## Família e descendência
Ele casou-se em 1352, em Londres com Matilde de Lancaster, filha de Henrique de Grosmont, 1.º Duque de Lancaster e Isabel de Beaumont. 
Matilde e Guiherme tiveram apenas uma filha, que faleceu pouco tempo depois.
Além disso, ele tinha filhos ilegítimos: 
1. Guilherme, casou-se em 1398 com Lisbeth Hughe.
2. Isabel, casada com Brustijn van Herwijnen, senhor de Stavenisse.

Ele foi sucedido pelo seu irmão Alberto em 1388.